# Rote Tengah
Rote Tengah (deutsch Zentralroti) ist ein indonesischer Distrikt (Kecamatan) im Regierungsbezirk Rote Ndao (Provinz Ost-Nusa Tenggara). Hauptort ist Fe’opopi (Feapopi) im Norden von Rote Tengah. Im Distrikt leben 8.058 Menschen.

## Geographie
Rote Tengah liegt an der Nordküste des Zentrums der Insel Roti. Es teilt sich in sieben Dörfer:
- Lidabesi (2010: 924 Einwohner)
- Lidamanu (549)
- Limakoli (908)
- Maubesi (1.509)
- Nggodimeda (1.279)
- Onatali (1.411)
- Suebela (1.478)

## Fauna
Der Distrikt ist eines der Gebiete, in dem man letzte Exemplare der Chelodina mccordi mccordi findet, einer Unterart der McCords Schlangenhalsschildkröte. Sie leben in den Seen Peto und Toea. Auch hier steht die Schildkröte durch illegalen Tierhandel und Verlust von Lebensraum kurz vor der Ausrottung.